# Elizabeth: The Golden Age
Elizabeth: The Golden Age är en brittisk film från 2007, i regi av Shekhar Kapur. Filmen utspelar sig under Elisabet I:s regeringstid och är en uppföljare till filmen Elizabeth (1998). Alexandra Byrne belönades med en Oscar för bästa kostym.

## Rollista i urval
- Cate Blanchett - Drottning Elizabet I
- Geoffrey Rush - Francis Walsingham
- Clive Owen - Sir Walter Raleigh
- Abbie Cornish - Bess Throckmorton
- Samantha Morton - Maria Stuart
- Jordi Mollà - Kung Filip II av Spanien
- Susan Lynch - Annette Fleming
- Rhys Ifans - Robert Reston
- Eddie Redmayne - Anthony Babington
- Tom Hollander - Amias Paulet
- David Threlfall - John Dee
- Adam Godley - William Walsingham
- Laurence Fox - Sir Christopher Hatton
- William Houston - Guerau de Espés
- Christian Brassington - Karl II, Ärkehertig av Österrike
- John Shrapnel - Charles Howard, 1:e earl av Nottingham
- Kelly Hunter - Ursula Walsingham